# Takehito Suzuki
Takehito Suzuki (鈴木 健仁, Suzuki Takehito) est un footballeur japonais né le 11 juin 1971.